# HAPLN1
HAPLN1‏ (Hyaluronan and proteoglycan link protein 1) هوَ بروتين يُشَفر بواسطة جين HAPLN1 في الإنسان.